# Симьонов, Георге
Георге Симьонов (рум. Gheorghe Simionov; 4 июня 1950, Караорман) — румынский гребец-каноист, выступал за сборную Румынии в середине 1960-х — конце 1970-х годов. Серебряный призёр летних Олимпийских игр в Монреале, четырёхкратный чемпион мира, победитель многих регат национального и международного значения.

## Биография
Георге Симьонов родился 4 июня 1950 года в селе Караорман жудеца Тулча. Первого серьёзного успеха на взрослом международном уровне добился в 1966 году, когда попал в основной состав румынской национальной сборной и съездил на мировое первенство в Восточный Берлин, где стал чемпионом в программе двоек на дистанции 10000 метров. В сезоне 1970 года повторил это достижение на чемпионате мира в Копенгагене, снова став чемпионом в той же дисциплине.
В 1971 году Симьонов побывал на чемпионате мира в югославском Белграде, откуда привёз награду золотого достоинства, выигранную в зачёте двухместных каноэ на дистанции 500 метров. Два года спустя выступил на мировом первенстве в финском Тампере, где получил серебро в полукилометровой гонке двоек и одержал победу в километровой гонке двоек, став таким образом четырёхкратным чемпионом мира. Ещё через год на аналогичных соревнованиях в Мехико получил серебро в двойках на пятистах метрах. Затем в 1975 году на чемпионате мира в Белграде добавил в послужной список ещё одну серебряную медаль, добытую на сей раз в двойках на тысяче метрах.
Благодаря череде удачных выступлений удостоился права защищать честь страны на летних Олимпийских играх 1976 года в Монреале — в двухместном каноэ вместе с напарником Георге Даньеловым завоевал серебряную медаль в километровой программе, уступив в решающем заезде только советскому экипажу Сергея Петренко и Александра Виноградова. Кроме того, они с Даньеловым стартовали и в полукилометровой гонке, но здесь финишировали в финале лишь четвёртыми, немного не дотянув до призовых позиций.
После Олимпиады Георге Симьонов остался в основном составе румынской гребной команды и продолжил принимать участие в крупнейших международных регатах. Так, в 1978 году на чемпионате мира, снова прошедшем в Белграде, он трижды поднимался на пьедестал почёта: в двойках выиграл бронзу на пятистах метрах, а также серебро на тысяче и десяти тысячах метрах. Позже на мировом первенстве 1979 года в немецком Дуйсбурге стал бронзовым призёром в зачёте двухместных экипажей на километровой дистанции. Вскоре по окончании этих соревнований принял решение завершить спортивную карьеру, уступив место в сборной молодым румынским гребцам.
Его младший брат Тома Симьонов тоже был довольно известным гребцом, является двукратным олимпийским чемпионом.